# アフガニスタン紛争 (1989年-2001年)
アフガニスタン紛争（1989年 - 2001年）では、アフガニスタンで断続的に発生している紛争のうち、1989年のソビエト連邦軍の撤退から、2001年のアメリカ合衆国と有志連合諸国によるターリバーン政府への攻撃が発生するまでの期間を扱う。

## 背景
アフガニスタンは1978年のアフガニスタン人民民主党政府の成立以来、各地でムジャーヒディーンと呼ばれる武装勢力の蜂起が発生し、1979年12月からソビエト連邦による軍事介入を受けた。その後の戦闘を経て、1985年に成立したソ連のゴルバチョフ政権による外交政策の転換の中で、ソ連軍は徐々に撤退を開始。1988年4月の米・ソ・アフガン・パキスタン四国和平協定によって和平が成立し、1989年2月までには全てのソ連軍が撤退した。
しかし、ムハンマド・ナジーブッラー大統領が率いる人民民主党政府も健在であった。ソ連軍は撤退したものの、人民民主党政府への援助は行い続けた。

## アフガニスタン内戦（1989-1992）

### 1989年
2月、ムジャーヒディーン各派はペシャーワルでシブガトゥッラー・ムジャッディディーを暫定国家元首に指名し、人民民主党政府の後継政府作りに取りかかった。暫定政府は人民民主党の支配するジャラーラーバードを首都とし、首相にアブドゥル・ラスル・サイヤフ、外相としてグルブッディーン・ヘクマティヤールを据えた。この政府にはパキスタンの支持があった。
この当時の主要なムジャーヒディーン各派には以下のようなものがある。
- ブルハーヌッディーン・ラッバーニーが率い、軍事司令官アフマド・シャー・マスード、イスマーイール・ハーンが所属するタジク人主体の「イスラム協会（英語版）」
- ヘクマティヤール率いるパシュトゥーン人主体の「イスラム党ヘクマティヤール派」
- ハザーラ人主体のシーア派勢力「イスラム統一党」

彼らは反政府では一致していたが、決して一枚岩の団結を持っていたわけではなかった。また、ヘクマティヤール派は他の武装勢力に対して攻撃を仕掛けることもあった。1976年のマスード逮捕にもヘクマティヤールは関わったとされる。しかし、ヘクマティヤール派はパキスタン軍統合情報局（ en:Inter-Services Intelligence、略称ISI）から優先的に資金供与されており、サウジアラビアからも資金援助を得ていた。

#### ジャラーラーバードの戦い
ソ連軍の撤退後の1989年3月～7月、ムジャーヒディーン各派は人民民主党政府の拠点ジャラーラーバードに総攻撃を行った。作戦を後押ししたのはパキスタン首相ベーナズィール・ブットーと、アメリカの駐パキスタン大使ロバート・オークリー（en:Robert B. Oakley）であった。
連日の猛攻にもかかわらずムジャーヒディーン側は敗北し1万人が戦死したといわれる。敗因はムジャーヒディーン各派の間で意思の疎通がとれておらず、統一した指揮系統ができていなかったことがあげられる。これに対しソ連流の訓練を受けた政府軍は善戦しムジャーヒディーン側を敗退させた。またソ連も空輸により政府軍を支援した。
政府側は勝利したが、皮肉にも政府内部は不安定となり、ハルク派とパルチャム派の派閥争いが激化する結果となった。7月18日と12月2日には将校を含む人々のクーデター未遂事件が発生している。

### 1990年
3月6日、人民民主党政府のシャフナワーズ・タナイ国防相は、イスラム党のヘクマティヤールと協力し、政府打倒のためのクーデターを起こした。しかしタナイは軍の支持を完全に集めることは出来ず、クーデターは失敗した。この時、タナイ派の鎮圧に当たったのがラシッド・ドスタム将軍率いる第53歩兵師団であった。第53歩兵師団はドスタムの資金によって運営されたウズベク人中心の部隊であり、ドスタムは一個の武装勢力でもあった。
1990年頃から人民民主党政府の主要援助国であるソ連の経済が悪化し、人民民主党政府の経済状態も悪化した。

#### ホースト攻囲戦
1991年3月11日、ムジャーヒディーン各派はアフガニスタン東部の人民民主党政府の拠点ホースト市を攻略した。攻撃は、ジャラルッディン・ハッカニ率いる国家司令官シュラ（NCS）と、グルブッディーン・ヘクマティヤールやアブドゥル・ラスル・サヤフを含むムジャーヒディーン7派の連合によって行われた。ムジャーヒディーンがここで成功した理由の1つは、ソ連軍の撤退後、ホースト市で孤立した政府軍に物資を空輸することが非常に困難になったためである。

### 1991年
1991年8月、ソ連8月クーデターの後実権を握ったロシア連邦大統領ボリス・エリツィンは人民民主党政府に対する直接援助を削減すると発表した。このため空軍は戦闘機を飛ばすことも出来なくなり、兵士の脱走率も前年から60％増加した。また、国連の仲介によるムジャーヒディーンの軍事指導者アフマド・シャー・マスードとナジーブッラーの和平会談も失敗し、政府はますます窮地に追い込まれた。
1991年12月25日にはソ連が解体され、人民民主党はイデオロギー面での後ろ盾を失った。

### 1992年

#### 人民民主党政府の崩壊
3月18日、ナジーブッラーは大統領を辞任し、暫定政権に移ることを発表した。しかし人民民主党政府が統制力を失ったために、カーブルでは混乱が起きた。4月16日、ナジーブッラーはインドへ亡命しようとしたが、ドスタムの兵によって逮捕され、国連の建物に軟禁されることになった。政府の崩壊を知ったムジャーヒディーン各派はカーブルに殺到し、首都は混乱状態に陥った。国連の報告によると、この間の混乱で1800人の市民が死亡し、50万人が難民となった。

#### アフガニスタン・イスラム国成立
4月28日、ムジャッディディーが暫定大統領となり、新政府作りがようやく始まった。6月28日、イスラム協会のラッバーニーが大統領に選出され、「アフガニスタン・イスラム国」が正式に発足した。
しかしヘクマティヤール派などの武装勢力はイスラム協会主導の政府作りに反発し、カーブルは各派の分割統治下に置かれた。

## アフガニスタン内戦（1992–1996）

### 1992年

#### カーブルの支配権をめぐる戦い（1992年4月28日– 93年）
ヘズブ・エ・イスラーミー・グルブッディーン派の指導者グルブッディーン・ヘクマティヤールは、ジャミアテ・イスラミの指導者アフマド・シャー・マスードと会談した後、シブガトゥッラー・ムジャッディディー大統領のもとで暫定政府の首相の地位を与えられた。 しかし、この合意はムジャッディディー大統領がイスラマバードから戻ってくる自身の乗った飛行機に対してロケットを発射したとしてヘクマティヤールを非難し崩壊した。その後ムジャーヒディーンの各派閥によるカーブルの支配を巡る戦闘で、数百発のロケットがカーブルに着弾し、民間人が数千人殺害され、50万人が町から避難した。ヒューマン・ライツ・ウォッチによれば、1992年から95年の間にカーブルが被った甚大な被害は5つのムジャーヒディーン各派の戦闘によってもたらされた。

### 1993年

#### 停戦
3月8日、1994年にラッバーニーとヘクマティヤールによる大統領選挙が行われることなどを条件として和平が成立した。しかし5月11日には停戦は早くも破れ、カーブルへのロケット砲攻撃が行われた。6月13日にはヘクマティヤールが首相に就任したが、11月には首都から脱出した。ヘクマティヤールはドスタムと組んでラッバーニーを打倒することを計画し、カーブル攻撃の準備を始めた。

### 1994年
1994年当時、アフガニスタンはムジャーヒディーンの軍閥によって領地ごとに分裂し、互いに同盟、裏切りを繰り返し激しい内戦の最中であった。ラッバーニ大統領やマスードを中心とするジャミアテ・イスラミのタジク人政権は首都カーブルと国内の北西部を支配し、ヘラート等の西部三州もジャミアテ・イスラミと深い繋がりを持つタジク人軍閥のイスマイル・ハンによって支配されていた。東部パキスタン国境地帯はジャララバードを拠点とするジャラルディン・ハッカニ等のパシュトゥーン人軍閥の評議会の手中にあった。また、南部の限られた地域とカーブルの東側はパシュトゥーン人のヘクマティヤールが支配していた。カンダハールを中心とするアフガニスタン南部の大半は、何十もの旧ムジャーヒディーン軍閥や強盗集団によって分割支配され荒廃していた。
1月、ヘクマティヤール派とドスタム派（イスラム民族運動）によるカーブル総攻撃が始まった。1996年まで続いたこの攻撃で多くの人々が死亡し、難民が発生した。しかしラッバーニーの政府を倒すまでには至らなかった。
8月、パキスタンの北西辺境州（en）でパキスタンの諜報機関ISIの支援によりムハンマド・オマルをリーダーとするターリバーンが結成された。ISIとサウジアラビアはアフガニスタンの混乱を収拾できないヘクマティヤールを見限り、ターリバーンによるアフガニスタン統一を支援するようになった。10月にターリバーンはパキスタンからアフガニスタンに通じるカイバル峠のルートを押さえた。11月にはヘクマティヤールの拠点であるカンダハールを占領し、以降はこの地を基盤とした。ヘクマティヤールの基盤はターリバーンと同じパシュトゥーン人であり、ヘクマティヤール派の兵士はターリバーンに吸収されつつあった。

### 1995年
2月、ヘクマティヤールの勢力範囲であるアフガニスタン南部は、ターリバーンによって次々と攻略された。2月2日にはヴァルダク州に入り、2月10日には州都マイダンシャー（en:Maidan Shahr）を占領、11日には（en:Mohammed Agha）、そして14日にはヘクマティヤールの司令部があった（en:Charasia）を占拠した。このためヘクマティヤールはカーブルに近いスロビ（en:Surobi）に移らざるを得なくなった。
9月、ターリバーンはイランとヘラートをつなぐルートを封鎖した。これによりイランの支援を受けていたシーア派勢力のドスタム派は大きな打撃を受けた。

### 1996年

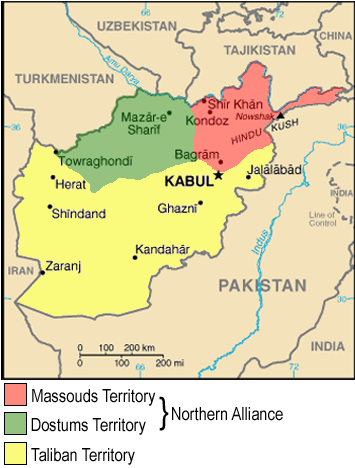
1996年時点のアフガニスタン赤の部分が政府軍（マスード軍）、緑の部分がドスタム軍、黄色の部分がターリバーンの支配地域。

5月、スーダンから逃れたウサーマ・ビン＝ラーディンとアルカーイダのメンバーがアフガニスタン国内に入国した。彼らはジャラーラーバードにあった基地に客人として滞在していたが、ジャララバードがターリバーンの手に落ちると、そのままターリバーンの客人となった。アルカーイダは豊富な資金でターリバーンを援助し、アフガニスタン国内にテロリストの訓練キャンプを建設した。サウジアラビアはビン＝ラーディンを引き渡すように要請したが、ターリバーンが拒否したため援助を打ち切った。
ターリバーンの勢力が伸張してきたことに危機感を持ったラッバーニーとヘクマティヤール、そしてドスタムらは6月に和平協定を結び、ヘクマティヤールは再び首相となった。しかしターリバーンがカーブルに迫ると、政府側勢力は支えきれず、カーブルを捨ててバグラムに逃れた。政府側勢力は再び団結し、『アフガニスタン救国・民族イスラム統一戦線』を名乗った。以降、この連合は「北部同盟」と呼ばれる。
9月27日にカーブルを占領したターリバーンは『アフガニスタン・イスラム首長国』の成立を宣言した。しかし、この国を承認したのはパキスタン、サウジアラビア、アラブ首長国連邦の3カ国にとどまった。また、ターリバーンは国連施設にいた元大統領ナジーブッラーを処刑し、死体を傷つけてさらした。

## アフガニスタン内戦（1996-2001）

### 1997年
1997年5月、ターリバーンはドスタムの支配地であるマザーリシャリーフを攻撃した。しかしドスタム軍の攻撃により敗北し、ドスタム軍が3000人のターリバーン兵士を殺害したためターリバーンは軍の大半を失った。このためISIはターリバーンへの直接援助を深めた。しかしドスタムの配下であったアブドゥル・マリク（en:Abdul Malik Pahlawan）がターリバーンの工作によって寝返り、ドスタムは政府内で失脚、トルコに亡命した。
8月、ターリバーンの攻勢で根拠地を喪失したヘクマティヤールはイランに逃れた。9月、トルコから帰国したドスタムの攻撃によってマリクはイランに逃亡した。

### 1998年
8月7日、ケニアとタンザニアにあるアメリカ大使館が爆破される事件が発生した。アメリカはアルカーイダの犯行であるとして、ターリバーン政権に引渡しを求めた。しかしターリバーン政権はこれを拒否した。
8月8日、ターリバーンは再びマザーリシャリーフを攻撃した。ドスタム軍の幹部が買収されていたためドスタム軍は敗れ、マザーリシャリーフから撤退した。マザーリシャリーフに入ったターリバーン軍は報復のために兵士と市民を虐殺した。国連の調査によると、4000人から5000人の市民が犠牲になったとされる。また、この際にイランの総領事館を襲撃し、10人の外交官を殺害した。このため一時はイラン軍が国境地帯に展開し、ターリバーン軍との衝突が発生したが、国連の調停により危機は収拾された。
8月20日、アメリカがトマホーク巡航ミサイルによって、アルカーイダの訓練キャンプを攻撃した。

### 1999年
ターリバーンは北部同盟に対して積極的な攻勢に出た。この時期には国のおよそ95％の地域を支配していた。しかしマスードの反撃によりパンシール渓谷はふたたび北部同盟の手に戻り、ターリバーンはバダフシャーン州を攻略できないまま戦線は膠着した。
10月15日、国際連合安全保障理事会において国際連合安全保障理事会決議1267が採択され、ターリバーン政権に対しビン＝ラーディンとアルカーイダ幹部の引渡しを求め、実行されない場合には経済制裁が行われることになった。しかしターリバーンはこれに従わなかった。

### 2000年
10月12日、アルカーイダはアメリカのミサイル駆逐艦コールに自爆テロ攻撃を行った(米艦コール襲撃事件)。このためアメリカはさらに経済制裁を強化することを主張し、12月19日には引渡しを再度要求する国際連合安全保障理事会決議1333が採択された。しかしターリバーンはこれにも従わず、ターリバーン関係者の資産を凍結する経済制裁が行われた。

### 2001年

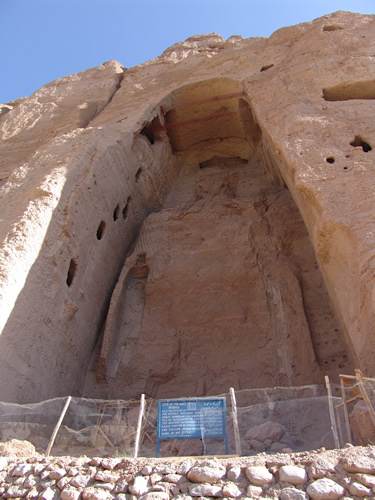
破壊後のバーミヤーン石仏

2月26日、ターリバーンはバーミヤーンの石仏を爆破すると予告した。欧米諸国やイスラム教国からの中止要請が寄せられたものの、3月12日になって石仏は破壊された。このことはターリバーンへの非難がよりいっそう強まるきっかけとなった。偶像崇拝禁止と同様に、信教の自由を認めるのもイスラムの教義であり、このような過激な行動は本来のイスラムではないという意見がある。
9月9日、北部同盟軍を指揮するマスードが自爆テロによって暗殺され、北部同盟には大きな痛手となった。
9月11日、アメリカで同時多発テロ事件が発生し、アメリカとNATOは集団的自衛権の発動を宣言した。アメリカはアルカーイダの犯行であると断定し、アフガニスタンに世界の注目が集まった。
以降の経過はアフガニスタン紛争 (2001年-2021年)を参照。

## ターリバーンの統治
政権を奪取したターリバーンは支配地域にイスラム法に基づく厳正な統治を行った。当初、市民からは秩序の回復として歓迎されたが、欧米的な娯楽の禁止や犯罪者の公開処刑などを行ったため人心を失い、また先進国からは行き過ぎた人権弾圧だとして非難を浴びた。